# Peisey-Vallandry

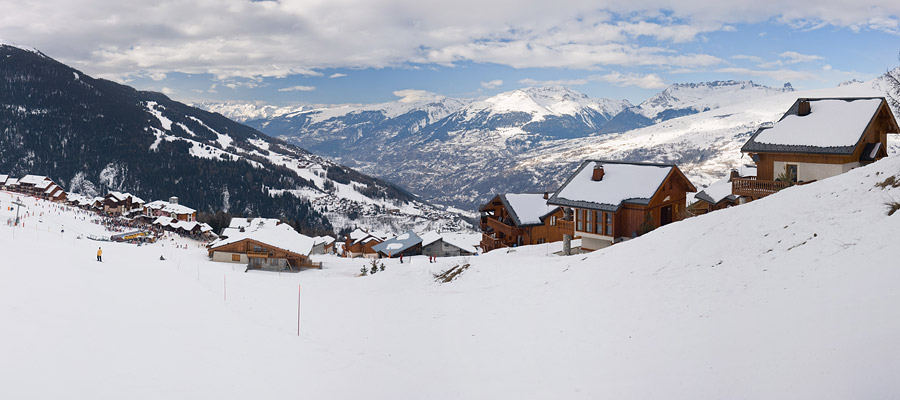
Bergafwaarts zicht op Vallandry vanaf de piste Morey. Aan de overkant van de vallei ligt Les Coches (La Plagne), waarmee Plan Peisey is verbonden door de gondelbaan Vanoise Express.

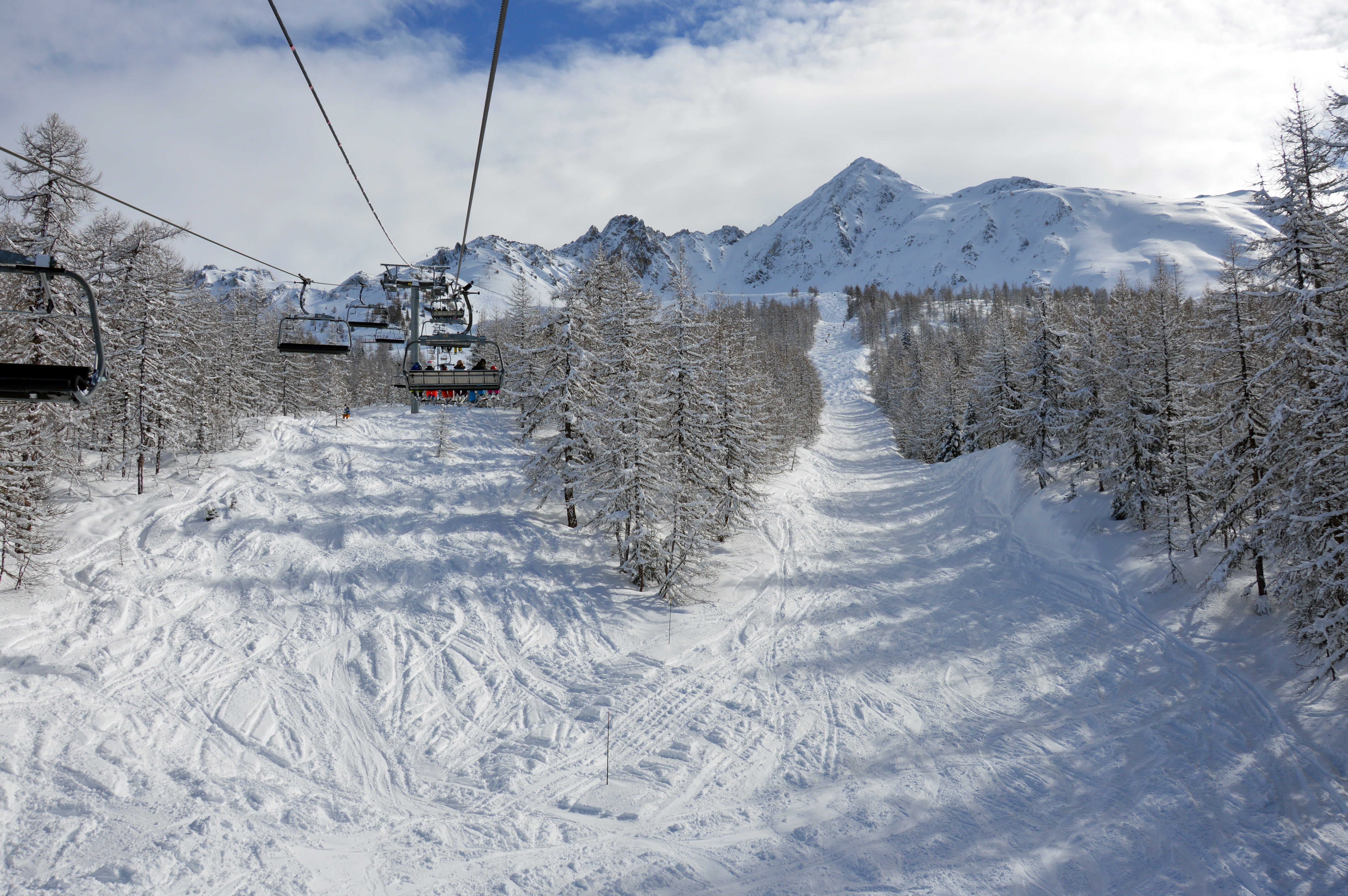
Een lift en piste op de flank van de Aiguille Grive

Peisey-Vallandry is een voormalig wintersportgebied in het Franse department Savoie dat sinds de jaren 1970 opgenomen is Les Arcs, op zijn beurt een van de twee deelgebieden van Paradiski. Het bevindt zich op de westflank van de Aiguille Grive (2733 m) op het grondgebied van de gemeenten Peisey-Nancroix en Landry.
In Peisey-Nancroix wordt er geskied sinds begin 20e eeuw. In 1947 werd een eerste skilift in gebruik genomen. In 1962/63 werd Plan Peisey geopend, een op 1600 meter hoogte gelegen skidorpje. Met de voltooiing van de skilift Grand Renard in 1970 raakten Les Arcs en Peisey met elkaar verbonden voor skiërs. In december 1986 werd een tweede skidorp ingewijd, Vallandry op het grondgebied van Landry. In 2003 werd de gondelbaan Vanoise Express tussen Peisey-Vallandry en La Plagne voltooid, waarmee het megaskigebied Paradiski tot stand kwam. Sinds 2010/2011 bestaat er geen aparte skipas meer voor enkel Peisey-Vallandry.